# چارلز جاکوبوس
چارلز جاکوبوس (انگلیسی: Charles Jacobus; ۱ مهٔ ۱۸۴۰ – ۲۴ نوامبر ۱۹۲۲) ورزشکار روکه اهل ایالات متحده آمریکا بود.